# Csanád (nemzetségős)

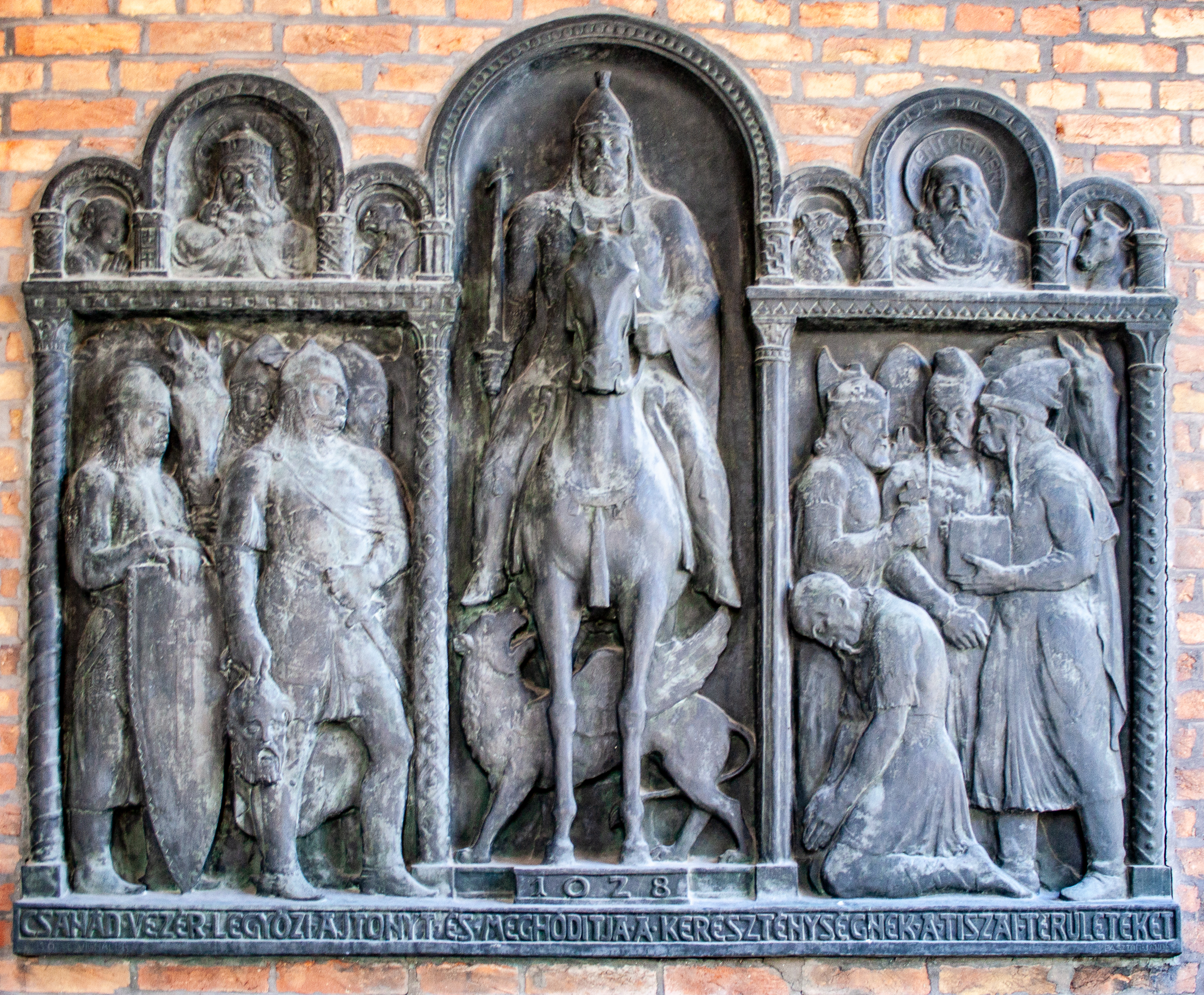
Csanád vezér domborműve a szegedi Dóm téren

Csanád, Doboka ispán fia, Ajtony vezér katonai vazallusa volt, majd legyőzésével vált híressé 1028-ban. Csanád vármegye első ispánja és névadója, a Csanád nemzetség megalapítója.

## Élete
Csanád egykori fővezére, Ajtony ellen fordult, valószínűleg Rév-Kanizsánál (a mai Magyarkanizsa) átkelt a Tiszán, és a Harangod (Aranka) vizénél Nagyősz mellett egy két napig tartó csatában megverte volt fővezérének seregét, Ajtonyt pedig lefejezte. 
Csanád az Ajtony felett aratott győzelem után megkeresztelkedett, birtokokat kapott, és rokona, I. István megbízta a marosmenti egyházmegye megszervezésével, amelynek ispánja lett. Az új közigazgatási egység az ő nevét kapta, így lett Csanád vármegye. A megye hatalmas területet foglalt el, a teljes Tisza-Maros zugot, amin később már 4-5 vármegye osztozott. Csanád vármegye kisebb formájában egészen az 1950-es megyerendezésig fennállt, majd területét feldarabolták és felosztották Békés és Csongrád megyék között.

## A kivágott nyelv legendája
Csanád mondája szerint a csata előtt Szent György jelent meg előtte oroszlán képében és harcra buzdította. Csanád és Gyula seregét azonban Kőkenyérnél Ajtony tapasztalt serege megfutamította, de végül a nagyőszi csatában legyőzték. Csanád diadalmasan vágta le Ajtony fejét, majd nyelvét kivágta és a tarsolyában elrejtette. Gyula erről mit sem tudva, Ajtony levágott fejét Szent Istvánhoz vitte, magának tulajdonítva a hőstettet. Ekkor Csanád a tarsolyból elővette Ajtony nyelvét, és bebizonyította, hogy ő győzte le a vezért, Gyulát pedig száműzték.

## Emlékezete
- 2020. június 4-től újra létezik Csanád vármegyére utaló megye, mely az 1950 és 2020 közötti Csongrád megye átkeresztelésével jött létre. 2022 óta a Csongrád-Csanád vármegye nevet viseli.
- Az egykori vármegye területén fekvő települések sok helyen a mai napig őrzik Csanád emlékét. Így Makón teret neveztek el róla, a két világháború között az ő nevét viselte a mai József Attila Gimnázium; Mezőkovácsházán köztéri szobor és a helyi általános iskola, míg Medgyesegyházán emlékpark őrzi Csanád nevét.
- A 2020 előtti névváltoztatásig Szeged-Csanádi egyházmegye viselte csak az egykori vármegye - így Csanád nevét, melyet a mai napig megőrzött.
- Kós Károly Az országépítő című "történeti regényének" egyik főszereplője, I. István bizalmi embere.